# Gjoricë
Gjoricë è una frazione del comune di Bulqizë in Albania (prefettura di Dibër).
Fino alla riforma amministrativa del 2015 era comune autonomo, dopo la riforma è stato accorpato, insieme agli ex-comuni di Bulqizë, Fushë Bulqizë, Martanesh, Ostren, Shupenzë, Trebisht e Zerqan a costituire la municipalità di Bulqizë.

## Località
La frazione è formata dall'insieme delle seguenti località:
- Gjorice e Siperme
- Gjorice e Poshtme
- Cerenic i Siperm
- Cerenic i Poshtme
- Vicisht
- Lubalesh